# 宇山卓栄
宇山 卓栄（うやま たくえい、1975年 - ）は、日本の著作家。

## 来歴
1975年、大阪生まれ。慶應義塾大学経済学部卒業。元代々木ゼミナール世界史科講師。自民党公募で2015年大阪府議会議員選挙に出馬したが落選。以後、テレビ、ラジオ、 雑誌、ネットなど各メディアで、時事問題を歴史の視点で解説を行っている。2022年、北米・中南米を9か月旅行し実地調査を行う。

## 著作
- 『世界「民族」全史 衝突と融合の人類5000年史』日本実業出版社、2023年
- 『民族と文明で読み解く大アジア史』講談社、2022年
- 『「宗教」で読み解く世界史 : 教養として知っておきたい』日本実業出版社、2020年
- 『「王室」で読み解く世界史 : 教養として知っておきたい』日本実業出版社、2020年
- 『韓国暴政史 : 「文在寅」現象を生み出す社会と民族』扶桑社、2019年
- 『世界史で読み解く「天皇ブランド」 : 国際教養が身につく「21世紀の君主論」』悟空出版、2019年